# Jerzy Jarniewicz

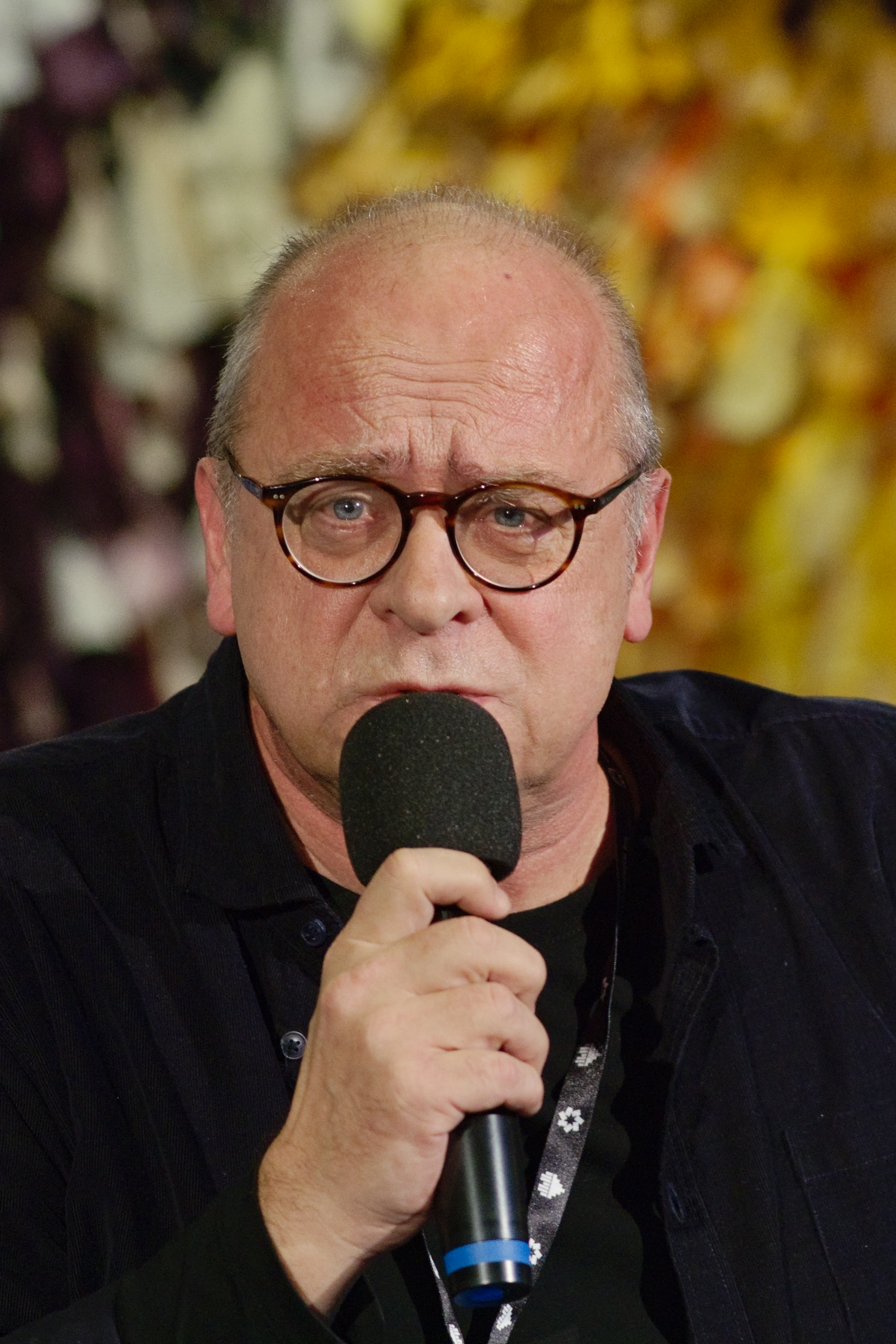
Jerzy Jarniewicz (2024)

Jerzy Jarniewicz (* 4. Mai 1958 in Łowicz, Volksrepublik Polen) ist ein polnischer Lyriker, Literaturkritiker und Übersetzer.

## Leben
Jarniewicz besuchte von 1974 bis 1977 das Gymnasium in Łódź und debütierte bereits als Gymnasiast mit dem Gedicht dano nam rozum, abyśmy błądzili, das 1977 in der Zeitschrift Do Rzeczy publiziert wurde. Nach dem Abitur studierte er von 1977 bis 1982 Anglistik und von 1980 bis 1984 Philosophie an der Universität Łódź. Nach dem Studium verbrachte er das Vorlesungsjahr 1984/84 als Wissenschaftsstipendiat an der University of Oxford. Artikel, Rezensionen und Übersetzungen begann er 1987 in der Monatsschrift Literatura na Świecie zu veröffentlichen und wurde dort 1996 Redakteur. Mit der Arbeit The Uses of the Commonplace in Contemporary British Poetry: Philip Larkin, Douglas Dunn, Craig Raine promovierte er 1990 an der Universität Łódź. In den folgenden Jahren publizierte er unterschiedlichen Zeitungen und Zeitschriften und erhielt 1994 erneut an Stipendium an der University of Oxford. Zurück in Polen wurde er 1995 Redaktionsmitglied der Zeitschrift Tygiel Kultury und 1996 Rezensent des Tygodnik Powszechny. Dank des International Writing Program an der University of Iowa konnte er 1999 als Stipendiat in den USA verbringen. Seine Habilitation erwarb er 2003 an der Universität Łódź mit der Arbeit The Bottomless Centre. The Uses of History in the Poetry of Seamus Heaney. Als Writer in Residence verbrachte er 2006 drei Monate in Farmleigh in Dublin. Danach war er bis 2015 außerordentlicher Professor an der Universität Łódź und der Universität Warschau. Daneben wurde er 2006 Jurymitglied des Literaturpreises Gydnia. Seit 2015 ist er Leiter des Instituts für Britische Literatur und Kultur an der Universität Łódź.
Er wohnt in Łódź.

## Publikationen

### Lyrik
- Korytarze, 1984
- Rzeczy oczywistość, 1992
- Rozmowa będzie możliwa, 1993
- Są rzeczy których nie ma, 1995
- Niepoznaki, 2000
- Po śladach. Wybór wierszy, 2000
- Dowód z tożsamości, 2003
- Oranżada, 2005
- Skądinąd 1977–2007, 2007
- Makijaż, 2009
- Na dzień dzisiejszy i chwilę obecną, 2012
- Wybór wiersza, 2012
- Woda na Marsie, 2015
- Puste noce, 2017
- Mondo cane, 2021

### Essays
- Świat według Carra, 1990
- The Ueses of the Commonplace in Contemporary British Poetry – Larkin, Dunn and raine, 1994
- Kobro, czyli słowo, 1998
- Lista obecności. Szkice o dwudziestowiecznej prozie brytyjskiej i irlandzkiej, 2000
- W brzuchu wieloryba. Szkice o dwudziestowiecznej prozie brytyjskiej i irlandzkiej, 2001
- The bottomless centre. The uses of history in the poetry of Seamus Heaney, 2002
- Larkin. Odsłuchiwanie wierszy, 2006
- Znaki firmowe. Szkice o współczesnej prozie amerykańskiej i kanadyjskiej, 2007
- Od pieśni do skowytu. Szkice o poetach amerykańskich, 2008
- Heaney. Wiersze pod dotyk, 2011
- Gościnność słowa. Szkice o przekładzie literackim, 2012
- Ekphrasis in the poetry of Derek Mahon, 2013
- In the shadow of foreign tongues. Essays on Irish poets, 2014
- Podsłuchy i podglądy, 2015
- All you need is love. Sceny z życia kontrkultury, 2016

## Auszeichnungen
- 2001: Goldenes Verdienstkreuz der Republik Polen
- 2005: Gloria-Artis-Bronzemedaille für kulturelle Verdienste
- 2018: Breslauer Lyrikpreis Silesius in der Kategorie Buch des Jahres für Puste noce
- 2022: Nike für Mondo cane